# مذبحة تشينون

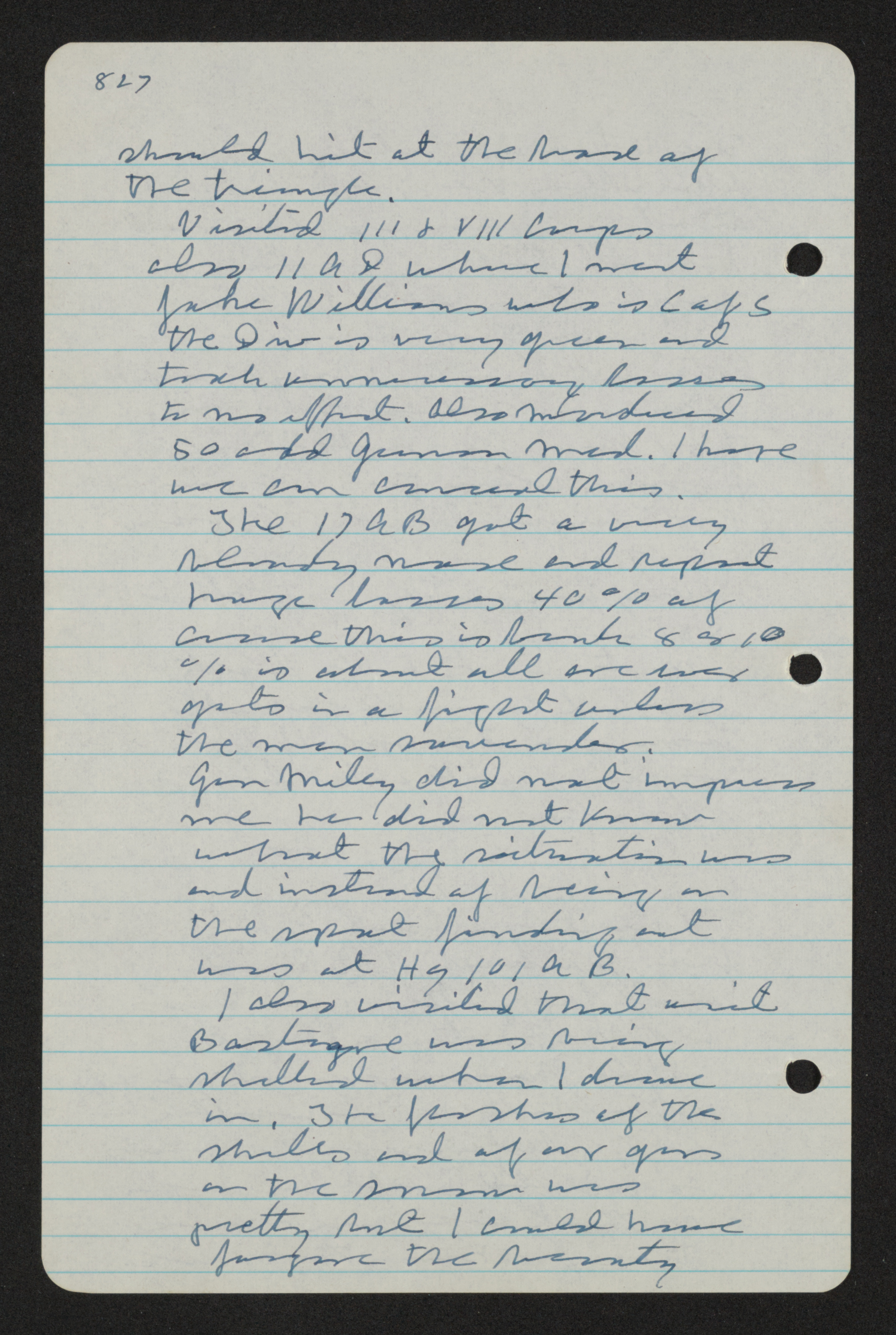
مدخل يوميات الحرب لجورج س. باتون من 4 يناير 1945. فيما يتعلق بـ: مذبحة تشينوجني في الأول من يناير عام 1945 ،

كانت مذبحة تشينون جريمة حرب ارتكبها أعضاء الفرقة المدرعة الحادية عشرة، وهي وحدة قتالية أمريكية، بالقرب من تشينون، بلجيكا، في يناير 1945، أثناء معركة الثغرة.
وبحسب روايات شهود العيان، ذبح ما يقدر بنحو 80 أسير حرب ألماني على أيدي خاطفيهم الأمريكيين. تم تجميع السجناء في حقل وإطلاق النار عليهم بالرشاشات. كانت واحدة من العديد من جرائم الحرب التي ارتكبت خلال معركة الثغرة من قبل أفراد من كل من قوات الحلفاء والمحور.
الأحداث تم التستر عليها في ذلك الوقت، ولم يعاقب أي من الجناة. يعتقد المؤرخون في فترة ما بعد الحرب أن عمليات القتل تمت بأوامر شفوية من قبل كبار القادة بأنه «لن يتم أخذ أسرى».

## معلومات أساسية
في 17 ديسمبر 1944، أثناء معركة الثغرة، قام جنود من فافن إس إس بإطلاق النار على 84 سجينًا أمريكيًا عند مفترق طرق باوغنتس بالقرب من بلدة مالميدي. عندما انتشرت أنباء عن عمليات القتل بين القوات الأمريكية، أثارت غضبًا كبيرًا بين قوات الخطوط الأمامية. وأصدرت وحدة أمريكية أوامر بأنه «لن يتم أسر أي من قوات الإس إس أو المظليين ولكن سيتم إطلاق النار عليهم على مرمى البصر.»